# アドリアン・デ・ウィッテ
アドリアン・デ・ウィッテ（Adrien Lambert Jean de Witte de Limminghe、1850年8月2日 - 1935年6月25日）は、ベルギーの画家、イラストレーター、版画家である。リエージュの王立美術学校(Academie royale des beaux-arts de Liege)の教授を務めた。

## 略歴
リエージュで画家の息子に生まれた。リエージュの王立美術学校で画家のオーギュスト・ショーヴァン(Auguste Chauvin: 1810-1884)や彫刻家のプロスペル・ドリオン(Prosper Drion: 1822-1906)に学んだ。
1870年から、彫刻家のレオン・ミニョン(Léon Mignon: 1847-1898)と共同のスタジオで作品を制作した。1872年から1873年の間はイタリアに滞在し、1879年から1884年の間はリエージュ出身のランベール・ダルシス(Lambert Darchis: 1625-1699)が遺した芸術家のローマ留学を支援する財団(Fondation Lambert-Darchis)から奨学金を得て、ローマに留学した。
リエージュに戻ると、1884年に王立美術学校の絵画の教授に任じられた。デ・ウィッテが教えた学生にはエミール・ベルフマンス(Émile Berchmans: 1867-1947)やオーギュスト・ドネー(Auguste Donnay: 1862-1921)、アルマン・ラッサンフォス(1863-1934)らがいる。1910年にエヴァリスト・カルペンティエの後任としてリエージュの王立美術学校の校長になり、1913年まで務めた。
1905年から「リエージュ考古学研究所(Institut archéologique liégeois)」の正会員で、リエージュのバサンジュ通り(rue Bassenge)に住んだ。
ギュスターヴ・クールベに代表される19世紀後半の写実主義のスタイルの画家の一人であった。 版画家や書籍のイラストレーターとしても働いた。

## 作品

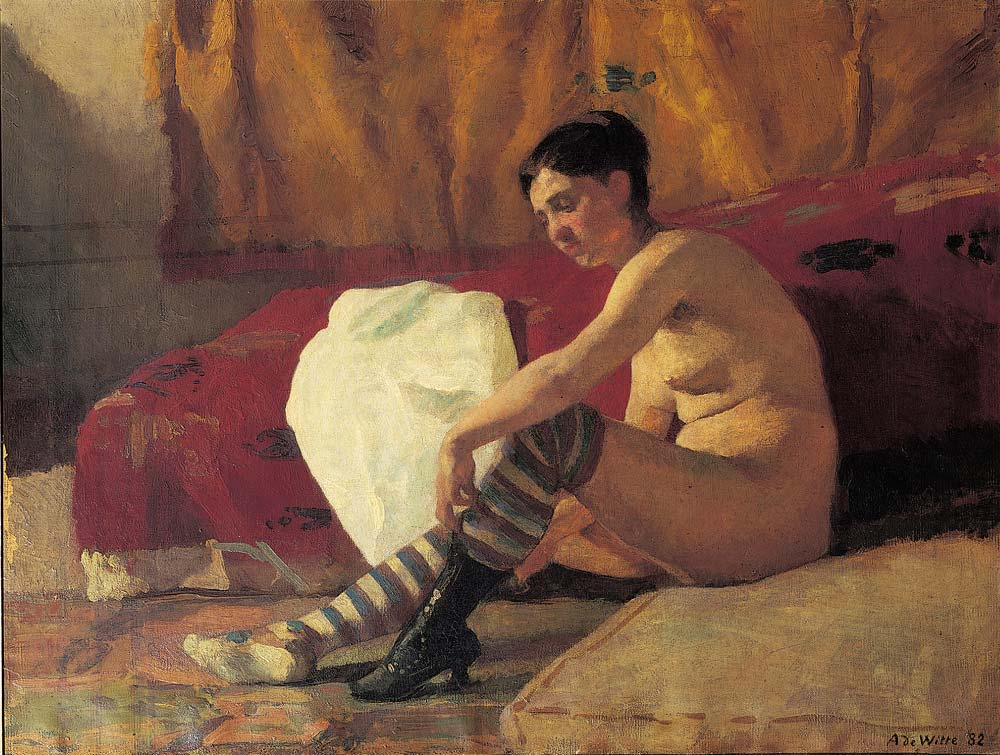
靴下を脱ぐ女性 (1882)
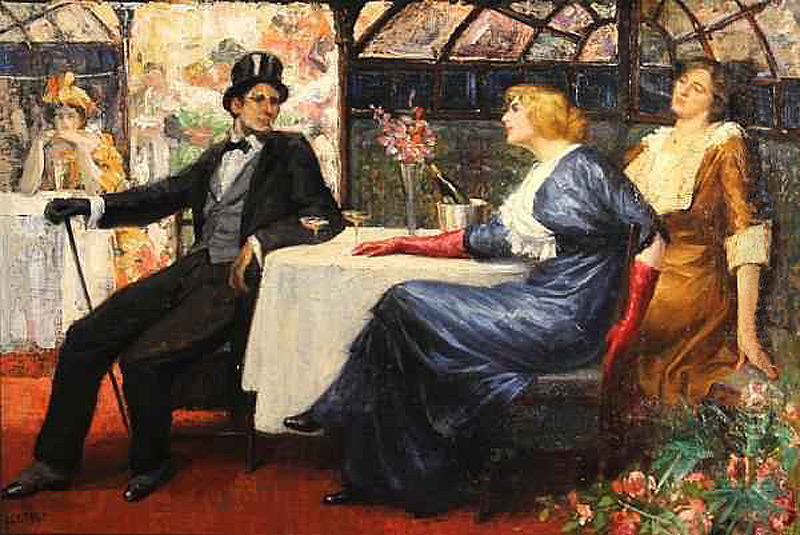
カフェで (c.1900)
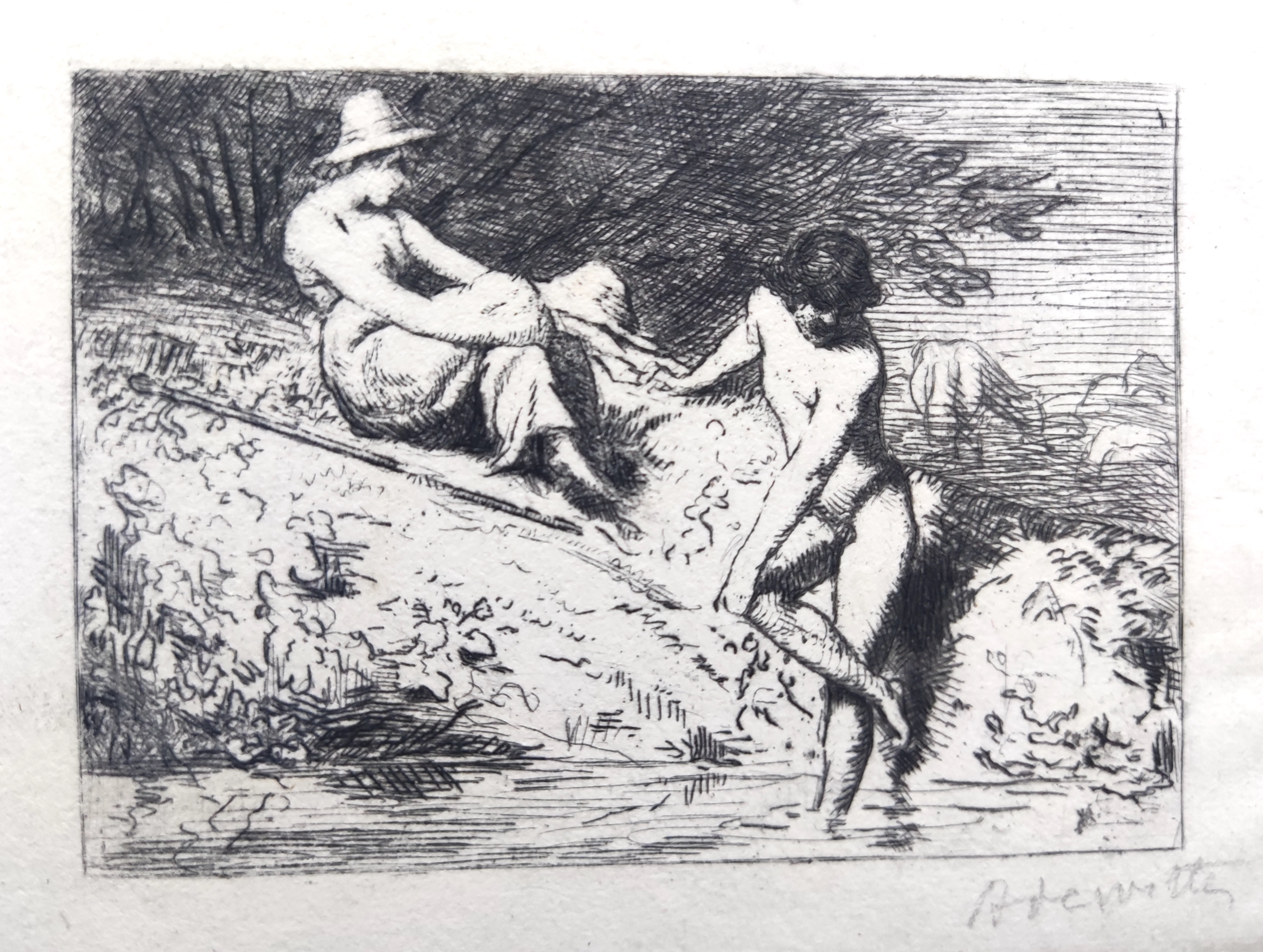
版画作品

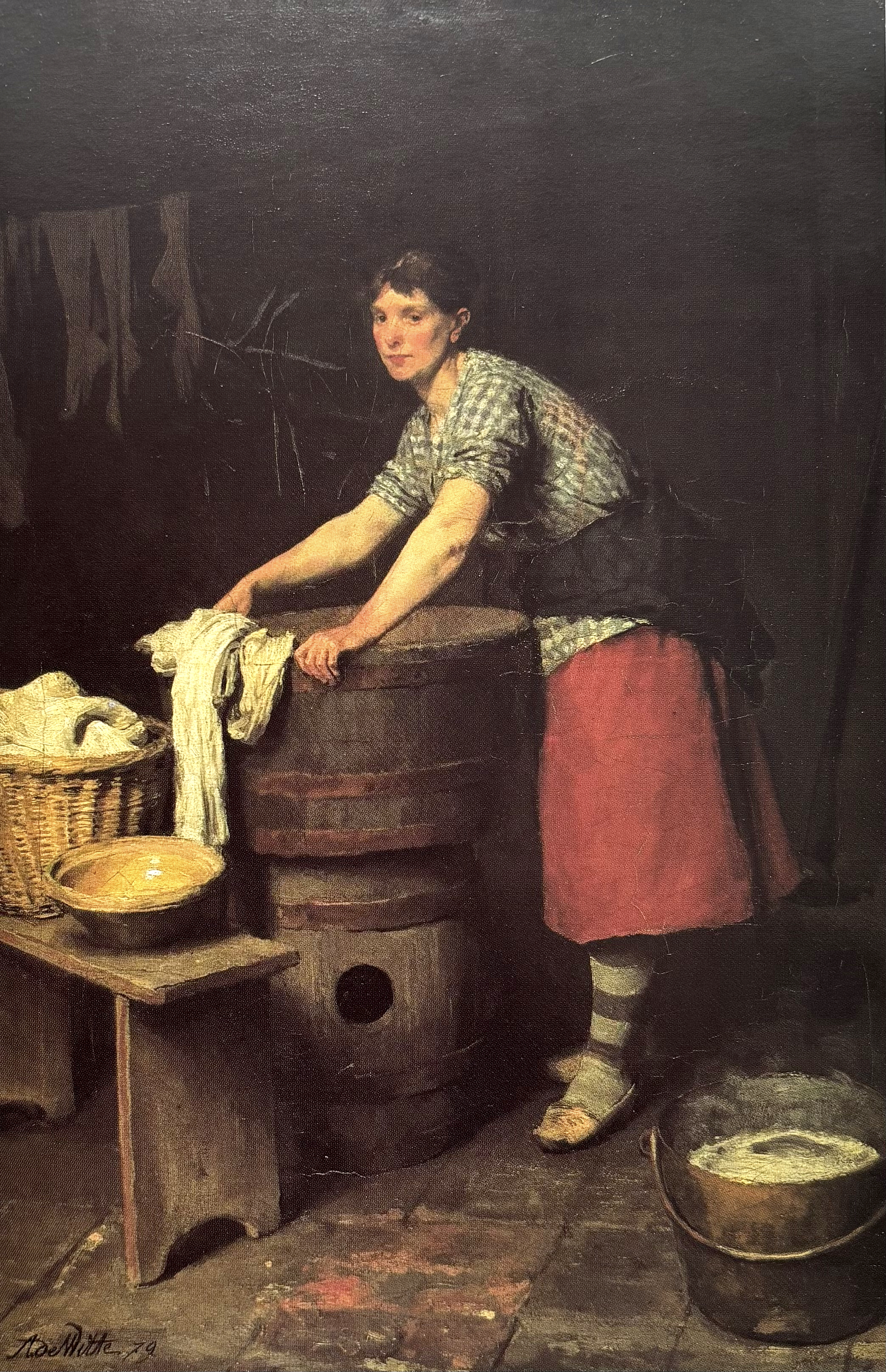
洗濯女
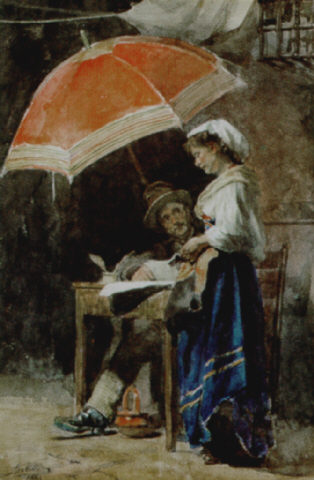
手紙
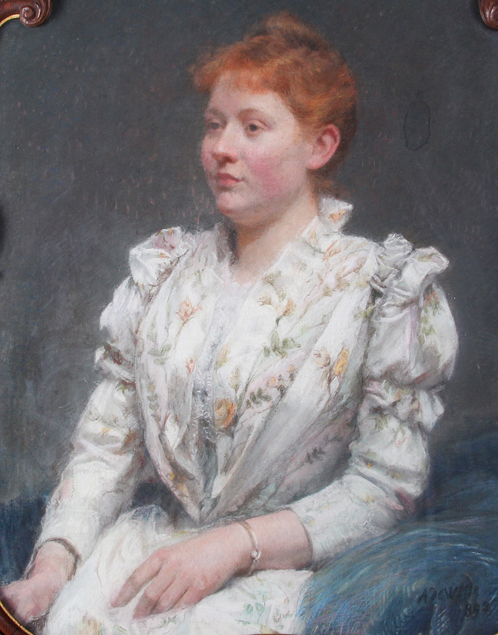
肖像画
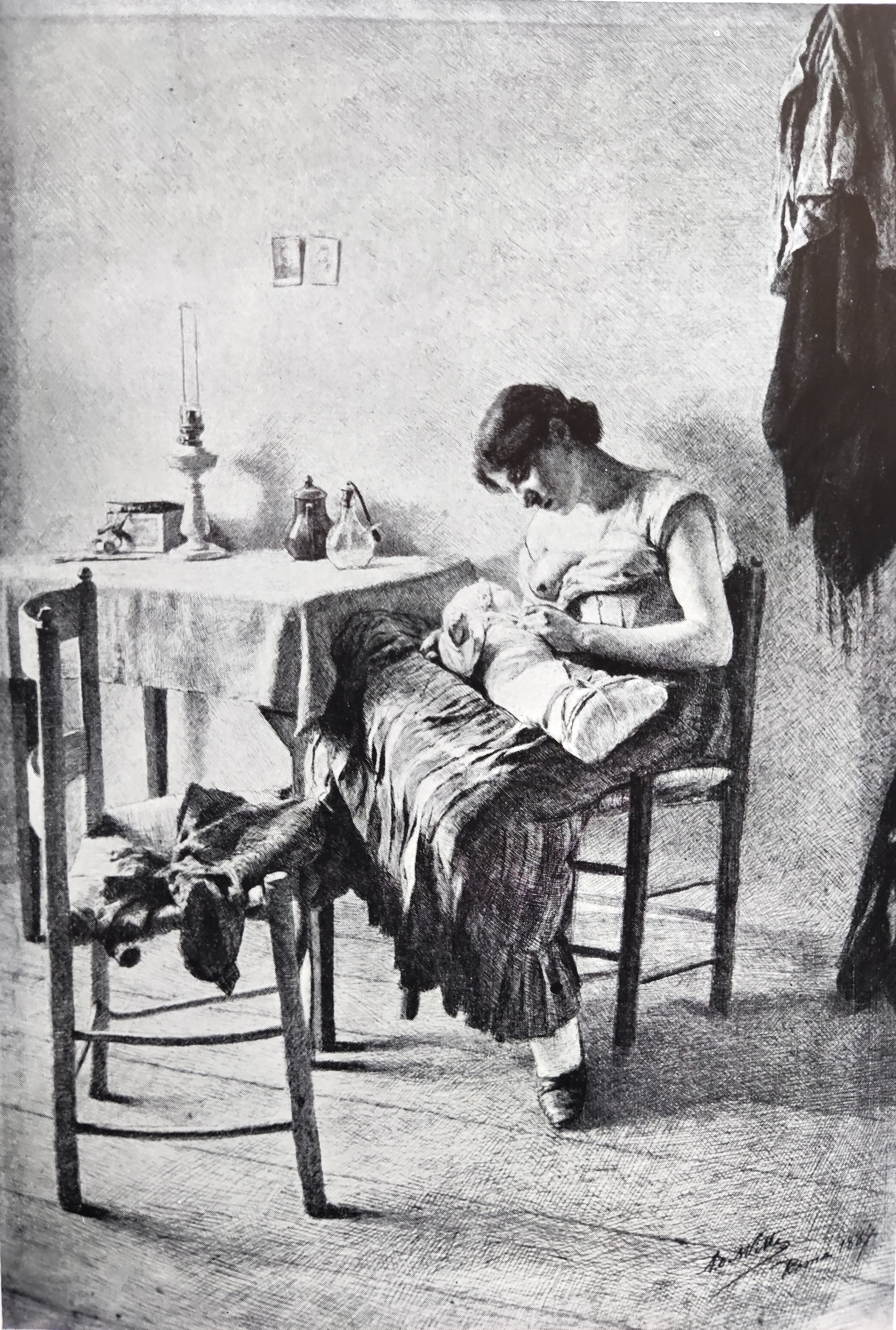
若い母親(1884)、ペン画